# Gustav Janouch
Gustav Janouch (Maribor, 1º marzo 1903 – Praga, 7 marzo 1968) è stato uno scrittore e musicista ceco.

## Biografia
Si trasferì a Praga quando aveva 5 anni, studiò poi anche a Loket (allora chiamata Elbogen) e a Vienna e divenne noto come compositore di musica leggera e autore di libri su temi musicali, in particolare biografie di musicisti.
Durante la seconda guerra mondiale fu coinvolto nella resistenza antinazista, poi nel 1946 venne accusato da funzionari del passato regime di corruzione e furto e passò un anno in prigione, durante il quale soffrì di depressione e si convinse a spolverare le sue memorie degli incontri giovanili con Franz Kafka. Nel 1951 pubblicò infatti i Colloqui con Kafka (nella prima stesura intitolati Kafka sagte mir ovvero Kafka mi disse), considerati quasi da subito come poco attendibili e "agiografici", e tuttavia chiarenti in molti tratti la personalità dello scrittore. È questo il suo libro più noto e tradotto in diverse lingue.
Janouch aveva conosciuto Kafka a 17 anni, perché era figlio di un collega assicuratore dello scrittore che, vedendo la sua voglia di diventare poeta, lo aveva fatto incontrare con Kafka, il quale benché poco noto, era comunque considerato un letterato. Il giovane lo andò a trovare più volte in ufficio o lo aspettò di sotto per accompagnarlo a casa e conversare con lui. Una volta scritte le memorie di questi incontri, Janouch le mandò a Max Brod, che allora viveva a Tel Aviv, il quale, preso da molte cose, ne riuscì a suggerire la stampa solo quattro anni dopo. Una volta visto il libro a stampa, Janouch si lamentò che era stato scorciato (non si sa se da Brod o dall'editore) e insistette per una seconda edizione più ampia (uscita nel 1968). Lo stesso Brod e l'ultima fidanzata di Kafka, Dora Diamant, riconobbero una certa somiglianza tra descrizioni e parole riportate dal libro e lo scrittore, ma non vanno considerate "autentiche". Gli incontri tra i due, che solo pochi dubitano non siano realmente avvenuti, non furono così luoghi né numerosi. 

## Opere
- Anglo-americké hudební názvosloví, Ludvík Nerad, Praga 1945
- Gespräche mit Kafka: Erinnerungen und Aufzeichnungen. Anmerkungen und Erläuterungen Alma Urs., Fischer, Francoforte sul Meno 1951
  - Colloqui con Kafka, trad. di Ervino Pocar, con note e chiarimenti di Alma Urs e Ervino Pocar, Aldo Martello, Milano 1952; poi in appendice a Franz Kafka, Conversazioni e diari, Collana I Meridiani, Mondadori, Milano 1972, pp. 1055-1161
- Edizione ampliata, Fischer, 1968
  - Conversazioni con Kafka, trad. Maria Grazia Galli, Guanda, Parma 1991, 1998, 2005
  - alcune pagine sono nell'antologia di testimonianze Quando Kafka mi venne incontro..., a cura di Hans-Gerd Koch, trad. di Franco Stelzer, Nottetempo, Roma 2007, pp. 240-246.
  - Nuova edizione: onomato Verlag, Düsseldorf 2008, ISBN 978-3-939511-22-9
- Prager Begegnungen, Leipzig 1959
- Franz Kafka und seine Welt. Eine Bildbiographie, Franz Deutsch Verlag, Vienna 1965
- Jaroslav Hašek. Der Vater des braven Soldaten Schwejk, Francke, Berna e Monaco 1966.
- Heckmeck. Prager Nachtstücke, Henssel, Berlino 1968